# Лудвиг Благочестиви
Лудвиг I или Лудвиг (още Людовик) Благочестиви (на латински: Ludovicus Plus; на френски: Louis le Pieux или Louis le Débonnaire; на немски: Ludwig I. der Fromme) е франкски владетел и син на Карл Велики. Той е крал на Аквитания от 781 г. и император на Франкската империя от 813 до 840 г.; херцог на Бавария (817 – 829).

## Произход и ранни години
Син е на Карл Велики и Хилдегард – дъщеря на граф Геролд от Винцгау. По време на раждането му през юни/август 778 г. баща му участва в испанския си поход. Има брат близнак Лотар, който умира през 779 г. Брат е на осем братя и сестри, между които Карл Млади (788 г. – крал на Неустрия), Пипин (крал на Италия, 781 – 810). Негов природен брат е Пипин Гърбавия.
На Великденския понеделник – 15 април 781 г., Лудвиг е миропомазан от папа Адриан I в Рим за крал на Аквитания, а по-големият му брат Пипин – за крал на Италия. Малките три и четири годишни деца са изпратени за обучение в техните кралства, придружавани от възпитатели. Тъй като по-възрастните братя на Лудвиг – Пипин и Карл умират изненадващо през 810, съответно – 811 г., Лудвиг остава единственият легитимен син на Карл Велики и съответно – негов наследник. Лудвиг е коронясан от баща си за съимператор на 11 септември 813 г. в Аахен и се връща в Аквитания.

## Управление
Когато на 28 януари 814 г. баща му умира, той веднага отива в Аахен, с което през 814 г. става император. През 816 г. (на 5 октомври) в Реймс е миропомазан и коронясан (вече с официалното признание от страна на католическата църква) от папа Стефан IV.
Още през 817 г. в Аахен Лудвиг разделя наследството си чрез Ordinatio imperii между синовете си от Ирмингарда – Лотар I, Лудвиг II Немски и Пипин I. Лотар става съимператор, Лудвиг получава източната част на кралството, а Пипин получава Аквитания.
През февруари 819 г. се жени за Юдит Баварска, от връзката с която на 13 юни 823 г. се ражда синът му Карл II Плешиви, който първоначално получава Алемания.
Вторият план за разделението на империята – този от 837 г., от който потърпевш е Карл II, води до открито несъгласие от страна на синовете на Лудвиг I (Лотар, Пипин, Лудвиг и Карл), който на два пъти е свалян от власт от тях, но успява и в двата случая да си възвърне престола – през 830 и 834 г. След смъртта му през 840 г. франкската империя на каролингската династия изпада в остра криза, която прераства в започнатата от синовете му война.
Три години след смъртта му, настъпила на 20 юни 840 г. в Ингелхайм ам Рейн в Германия, когато Лугвиг е на 61 – 62 години, франкската империя е разделена чрез Вердюнския договор от 843 г., от синовете му Лотар I, Карл II Плешиви и Лудвиг II Немски. Погребан е в базиликата Saint-Pierre-aux-Nonnains в Метц.

## Деца на Лудвиг I Благочестиви
Преди първия си брак Лудвиг има от една връзка около 793 г. две деца:
- Алфейдис (Елфайд, Алпайс) (* 794, † 23 юли или 29 май 852), като вдовица игуменка на St-Pierre-le-Bas в Реймс, ∞ 806 граф Бего († 28 октомври 816) (Матфриди)
- Арнулф (* 794, † сл. март/април 841), граф на Санс

Първи брак: през 794 г. за Ирмингарда (780 – 818), дъщеря на граф Инграм; те имат децата:
- Лотар I (795 – 855), император
- Пипин I (803 – 838), крал на Аквитания
- Ротруд, * 800
- Хилдегард, * 802/804, † сл. октомври 841, или на 23 август 860, игуменка на Notre-Dame (в Лаон)
- Лудвиг II „Немски“ (806 – 876), крал на източното франкско кралство

Втори брак: през 819 г. за Юдит Баварска (795 – 843), дъщеря на граф Велф I; тре имат децата:
- Гизела (820 – 874), омъжва се 836 г. за Еберхард, маркграф на Фриули (Унруохинги) († 16 декември 864); майка на Беренгар I
- Карл II Плешиви (823 – 877), крал на западното франкско кралство, император